# Улия

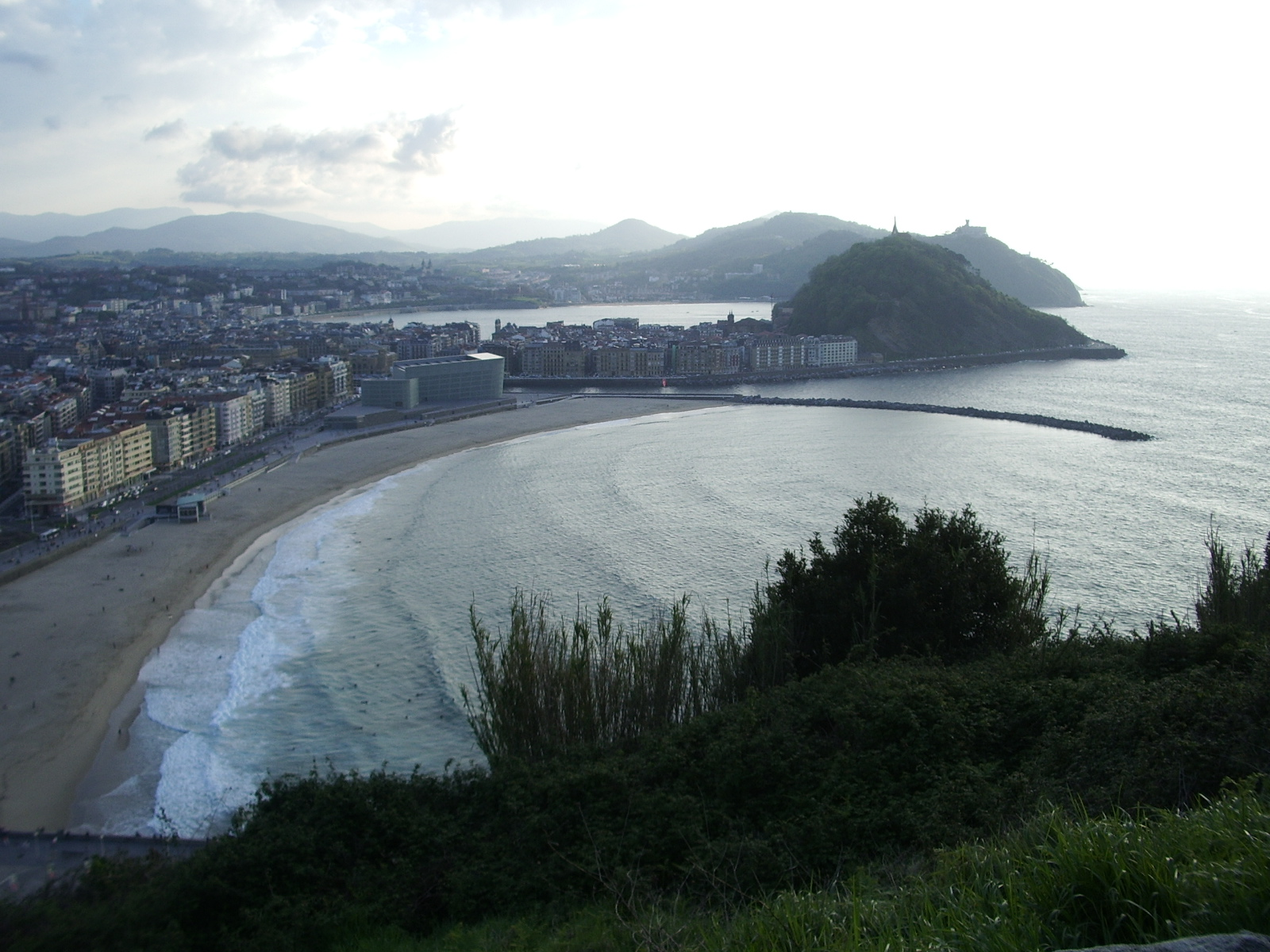
Вид на город Сан-Себастьян с Улии

Улиа (исп. Ulia) — невысокий горный хребет, расположенный к востоку от города Сан-Себастьян (Страна Басков, Испания), достигая в своей наивысшей точке 243 метра. Хребет представляет собой цепь холмов, тянущуюся вдоль побережья к востоку от города до залива муниципалитета Пасахес. С холмов открывается вид на город Сан-Себастьян, в то время как по правую сторону у холмов лежит пляж Сурриола и городской район Грос. Выгодное расположение Улии превратило это место в популярное место отдыха в начале XX века, и несмотря на рост и развитие города холмы Улии сохраняют свою популярность до сих пор.